# Anthostoma decipiens
Anthostoma decipiens är en svampart som först beskrevs av Augustin Pyrame de Candolle, och fick sitt nu gällande namn av Nitschke 1867. Anthostoma decipiens ingår i släktet Anthostoma och familjen Diatrypaceae.   Inga underarter finns listade i Catalogue of Life.